# Cutting Crew
Cutting Crew – brytyjski zespół muzyczny utworzony w 1985 roku w Londynie, grający muzykę z pogranicza pop rocka i new wave.

## Kariera
Pierwszy album grupy, Broadcast, wydany w 1986 roku, był pierwszym albumem w USA nagranym przez Virgin Records Richarda Bransona. Zawierał m.in. utwór (I Just) Died in Your Arms, który stał się najpopularniejszym singlem Cutting Crew. Zdobył on pierwsze miejsce na liście przebojów w USA i czwarte w Wielkiej Brytanii. Utwór  został później wykorzystany w grze komputerowej Grand Theft Auto: Vice City.
W 1987 roku grupa Cutting Crew otrzymała nominację do nagrody Grammy.

## Dyskografia

### Albumy
- Broadcast (1986) #16 US; #41 UK
- The Scattering (1989) #150 US
- Compus Mentus (1992)
- Grinning Souls (2006)

### Single
- "(I Just) Died In Your Arms" (1987) #1 US – 2 tygodnie, #4 UK
- "I've Been In Love Before" (1987) #9 US, #24 UK
- "One For the Mockingbird" (1987) #38 US, #52 UK
- "Any Colour" (1987) #83 UK
- "(Between A) Rock And A Hard Place" (1989) #77 US, #66 UK
- "The Scattering" (1989) #96 UK